# Benjamin Lucas-Lundy
Benjamin Lucas-Lundy (* 8. Oktober 1990 in Amiens), besser bekannt als Benjamin Lucas, ist ein französischer Politiker. Er ist seit 2022 Abgeordneter der Nationalversammlung für das Département Yvelines und Mitglied der Partei Génération.s.

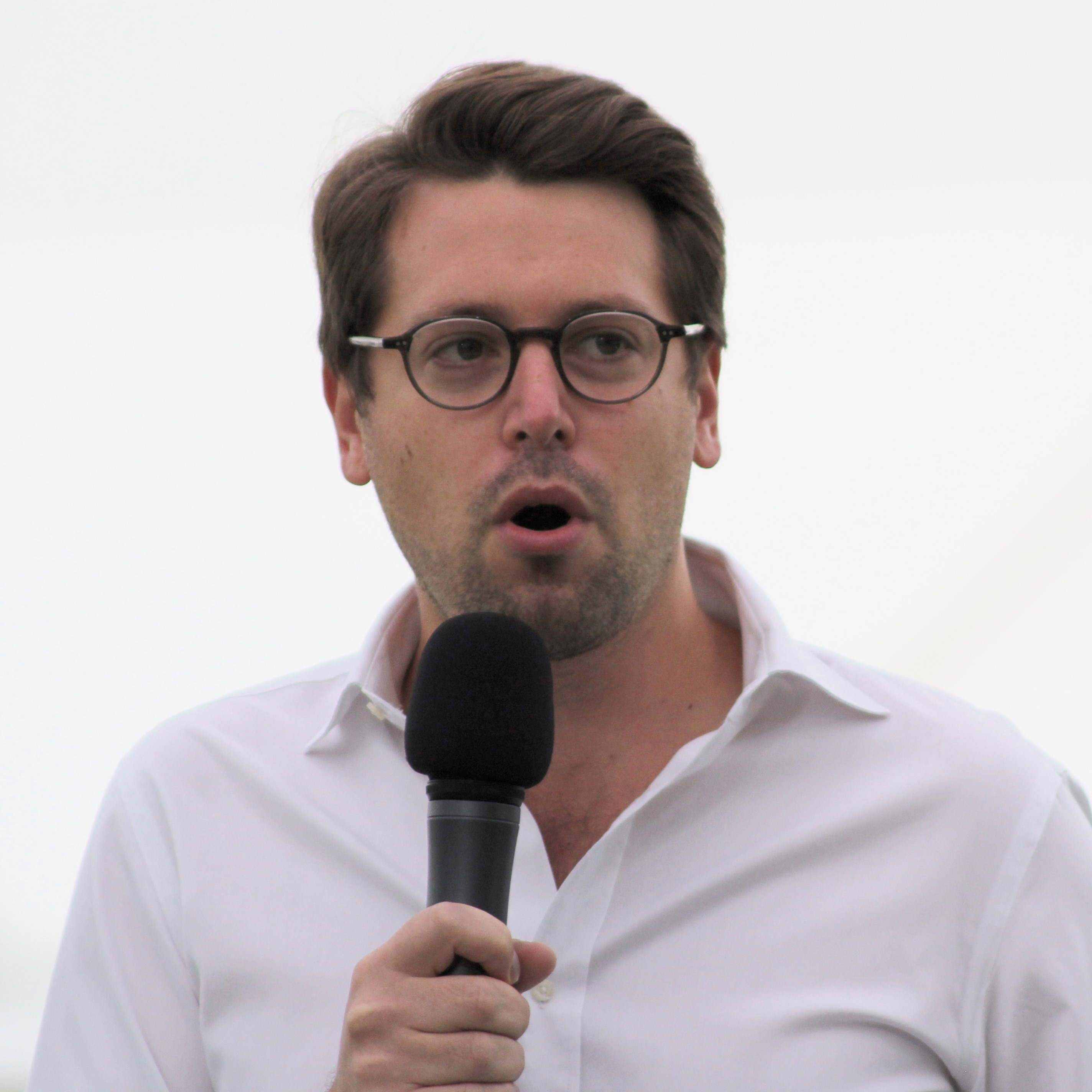
Benjamin Lucas (2022)

## Politische Karriere
Lucas war von 2015 bis 2018 Präsident des Mouvement des Jeunes Socialistes (MJS), der Jugendorganisation der Parti Socialiste, also dem Äquivalent der deutschen Jusos. Nach seinem Austritt aus der PS schloss er sich der von Benoît Hamon gegründeten Bewegung Génération.s an.
Bei der französischen Parlamentswahl 2022 wurde Lucas als Abgeordneter für den 8. Wahlkreis des Départements Yvelines in die Assemblée nationale gewählt. Er trat als Kandidat der linken Wahlallianz NUPES (Nouvelle Union Populaire Écologique et Sociale) an und setzte sich gegen die Kandidatin der La République En Marche durch. Nach der Auslösung der Assemblée nationale am 9. Juni 2024 wurde Lucas als Kandidat des NFP (Nouveau Front Populaire) im gleichen Wahlkreis wiedergewählt.
Seit 2024 ist Benjamin Lucas Vorstandsmitglied der Deutsch-Französischen Parlamentarische Versammlung.

## Politische Positionen
Lucas setzt sich für soziale Gerechtigkeit, ökologische Reformen und die Stärkung demokratischer Institutionen ein. Diese Positionen sah er nicht mehr ausreichen in der PS verankert, weshalb er 2018 die Partei verließ und der Bewegung Génération.s. Er ist ein scharfer Kritiker der Politik von Präsident Emmanuel Macron und sprach sich mehrfach für Misstrauensantragen gegen die Regierungen Michel Barniers und François Bayrous aus.